# Бабичево (Малоярославецкий район)
Бабичево— деревня в Малоярославецком муниципальном районе Калужской области. Входит в сельское поселение «Деревня Берёзовка».
В селе сохранились остатки каменной Георгиевской церкви, 1853 года постройки и кладбище.
Название происходит от имени-прозвища Бабич или Бабыч,  от «баба» —жена,  женщина, то есть сын бабы или мужчины с таким прозвищем.

## История
В 1524 году Ивану Олехнова сына Сенявина Василий III пожаловал в Боровском уезде «…в Вепрее, деревнею Юровым, Фатовым, деревнею Онтоновым, деревнею Борисамохова, в прок ему и его детям».
Иван Фёдорович Сенявин вместе с братьями Василием, Григорием и Матвеем получили вотчину от царя Михаила Фёдоровича в Боровском уезде.
В 1627/28 годах в Вепрейской волости Боровского уезда значится за Григорием (Медведем) Фёдоровичем Синявиным в поместье, что было за отцом его Фёдором сельцо Занинское, Бабичево тож на колодцах, а в нём  деревянная церковь страстотерпца Христова Георгия, строения Фёдора Синявина.
В 1646 году сельцо Занинское, Бабичево тож — поместье Авдотьи Медведевны (Григорьевны) Синявиной  с детьми Степаном и Ефимом.
В 1654 году  сельцо Занинское, Бабичево тож — поместье  Леонтия Синявина, в нём церковь Георгия Страстотерпца.
В 1678 году село Занинское — в поместье за Сидором Григорьевичем и Парменом Леонтьевичем Синявиными.
В 1691 году Акиму (Якиму) Ивановичу Синявину (сыну Ивана Фёдоровича) за заслуги на военном поприще были пожалованы в вотчину земли в Боровском уезде «в Вепрейской волости две трети деревни Васисовой,  половина пустоши Савинской,  .... да в Ярославецком уезде в Суходровской волости пустошь, что была деревня Тимова, ... дано с племянником его родным Павлом Синявиным». 
В 1728 году стольник  Ларион Акимович Синявин пишет в синодальный Казённый приказ прошение о строительстве в Верейском уезде, в селе Занинском каменной церкви Георгия великомученика с приделом во имя Николая Чудотворца. 
В 1730 году вице-адмирал, брат Лариона,  Наум Акимович Синявин, сообщает что в селе Занинском его братом построена каменная церковь, в том же году она была освящена 
В 1782 году село Бабичево и сельцо Васисово с деревней Верьховская Алексея Наумовича Синявина с выделенной церковной землёй, церковь каменная Великомученика Георгия на двух сторонах безымянного оврага, в Малоярославецком уезде Калужского наместничества.
В 1853 году строится кирпичная однопрестольная одноглавая тёплая церковь с трёхъярусной колокольней на средства помещика Суровцева и прихожан. Закрыта после 1930 года, в дальнейшем значительно разрушена. Частично сохранились только стены нижнего яруса основной части и трапезной.
В 1891 году — административный центр Бабичевской волости.

## Население
| 2002 | 2010 |
| ---- | ---- |
| 12   | ↘6   |